# Navy Blue Days
Navy Blue Days è un cortometraggio muto del 1925 diretto da Scott Pembroke e Joe Rock, prodotto da Joe Rock con Stan Laurel.
Il cortometraggio fu pubblicato il 30 maggio 1925.

## Trama
Stan è un marinaio donnaiolo che scende a terra per uno scalo. Nel frattempo si innamora della avvenente Geraldine, che segue fino a casa,autoinvitandosi a pranzo  nonostante il parere contrario del padre, uomo di vecchi costumi. 

## Cast
- Stan Laurel - Stan
- Julie Leonard - Grenadine
- Glen Cavender - Pete Vermicelli